# Anopheles grenieri
Anopheles grenieri este o specie de țânțari din genul Anopheles, descrisă de Alexis Grjebine în anul 1964.
Este endemică în Madagascar. Conform Catalogue of Life specia Anopheles grenieri nu are subspecii cunoscute.